# Вълчовци (кметство Майско)
 Тази статия е за селото, разположено на изток от Елена.  За другото село със същото име в общината вижте Вълчовци.  
Вълчовци е село в Северна България. То се намира в община Елена, област Велико Търново. В миналото се е наричало Кара Курталар.